# Lozier Motor Company of New York
Lozier Motor Company of New York war ein US-amerikanischer Hersteller von Automobilen.

## Unternehmensgeschichte
Das Unternehmen hatte seinen Sitz in New York City. Es stellte 1922 einige Automobile her. Der Markenname lautete Lozier. Im gleichen Jahr endete die Produktion. Die Verbindung zur 1918 aufgelösten Lozier Motor Company ist unklar. Das neue Unternehmen bot jedenfalls ähnliche Fahrzeuge im gleichen Hochpreissegment an.

## Fahrzeuge
Das Model 92 hatte einen Sechszylindermotor. 120,65 mm Bohrung und 139,7 mm Hub ergaben 9583 cm³ Hubraum und 110 PS Leistung. Das Fahrgestell hatte 361 cm Radstand. Zur Wahl standen ein siebensitziger Tourenwagen für 8.500 US-Dollar und eine Limousine für 10.000 Dollar.